# Thamnobryum pendulirameum
Thamnobryum pendulirameum är en bladmossart som beskrevs av Si He 1997. Thamnobryum pendulirameum ingår i släktet rävsvansmossor, och familjen Neckeraceae. Inga underarter finns listade i Catalogue of Life.